# عبد الله شرف الغامدي
الدكتور عبد الله بن شرف بن جمعان الغامدي (مواليد الرياض عام 1968) صدر أمر ملكي في 23 أكتوبر 2019 بتعيينه رئيسًا للهيئة السعودية للبيانات والذكاء الاصطناعي بمرتبة وزير. كان مديرًا لمركز المعلومات الوطني في السعودية، عُين بأمر ملكي في 30 أغسطس 2019، وقبل ذلك كان يشغل منصب رئيس الاتحاد السعودي للأمن السيبراني والبرمجة والدرونز.

## نبذة
أحد رواد مجال هندسة البرمجيات في السعودية،

## التعليم
حاصل على درجة الدكتوراة عام 1418هـ في مجال هندسة البرمجيات من جامعة شفيلد ببريطانيا، وكذلك على شهادة دراسات ما بعد الدكتوراه من جامعة أوتاوا عام 1424 هـ. وحصل على درجة الأستاذية كأول سعودي يحقق ذلك في مجال هندسة البرمجيات عام 1431هـ.

## الحياة العملية
عمل أستاذًا زائرًا بجامعة جورج ماسون في الولايات المتحدة الأمريكية عام 1432هـ. وعقب عودته من الدراسة في الخارج قام بتأسيس قسم هندسة البرمجيات بالجامعة عام 1428هـ، وهو يرأس القسم منذ تأسيسه.
قام بتأسيس مركز القيادة والسيطرة للأنظمة المتقدمة عام 1431هـ كثاني مركز متخصص عالميًا؛ وليكون قناة لنقل التقنية وتوطينها في مجال الأنظمة الحاسوبية المعقدة والمتكاملة لأنظمة القيادة والسيطرة، وتقديم بحوث استشارية للجهات العسكرية والصناعية والمدنية في هذا المجال.
شغل الغامدي منصب وكيل جامعة الملك سعود المساعد للتبادل المعرفي ونقل التقنية، والمشرف العام على منظومة صناعة المعرفة التي أشرف على تأسيسها عام 1434هـ؛ لتكون مظلة لإدارة صناعة الابتكار والملكية الفكرية وحاضنات الأعمال، ولتمثل الإطار العام لنقل التقنية من خلال شراكة حقيقية بين الجامعة والمجتمع والصناعة. وفي 23 أكتوبر 2019 صدر أمر ملكي بتعيينه رئيسًا للهيئة السعودية للبيانات والذكاء الاصطناعي.

## الجوائز
فاز بجائزة الاعتدال في دورتها السادسة لعام 2022م لجهوده التقنية  "التي ساهمت في إبراز الوجه الحضاري للمملكة وتسخير التقنية في تعزيز قيم العمل الإنساني المعتدل لأفراد المجتمع".